# Survive (musikalbum)
Survive är det finska power metal-bandet Stratovarius sextonde studioalbum, utgivet i september 2022 på earMUSIC, samt i Japan på Victor.
Skivan spelades in i sammarbete med Värinä Kammarkör.
Fyra singlar släpptes: "Survive", "World on Fire", "Firefly" och "Frozen in Time". De tre förra förärades med varsin musikvideo, liksom "Broken" och "Demand".
Survive nådde plats 1 på den finska topplistan och plats 30 på den tyska.

## Låtlista
1. "Survive" – 4:39
2. "Demand" – 4:03
3. "Broken" – 4:57
4. "Firefly" – 3:38
5. "We Are Not Alone" – 4:34
6. "Frozen in Time" – 6:43
7. "World on Fire" – 4:26
8. "Glory Days" – 5:06
9. "Breakaway" – 4:28
10. "Before the Fall" – 4:15
11. "Voice of Thunder" – 11:10

## Medverkande
Musiker
- Timo Kotipelto – sång
- Matias Kupiainen – gitarr, programmering, keyboard
- Lauri Porra – basgitarr
- Jens Johansson – keyboard
- Rolf Pilve – trummor

Bidragande musiker
Körsång
- Ari Sievälä
- Petri Aho
- Hepa Waara
- Mikko Herranen
- Anssi Stenberg
- Viljami Holopainen
- Mikael Salo
- Heikki Mäkäräinen
- Antti Lappalainen
- Rafael Castillo
- Jani Liimatainen

Sopraner
- Aino Launis
- Sirkku Hanski
- Reeta Holma
- Meri Liimatainen
- Susanna Moliski
- Onerva Oja
- Chrisu Ruth
- Kanerva Sunila
- Sonya Volynets

Altstämmor
- Linnea Hartwall
- Katriina Kalliomäki
- Terhi Lehtiniemi
- Lara McCoy Roslof
- Mari Myllys
- Anna-Leena Rönnback
- Henriikka Tavi

Tenorer
- Martti Anttila
- Petri Juujärvi
- Antti Mäkinen
- Eric Nguyen
- Santtu Repo
- Ville Rissanen
- Mikko Vepsäläinen
- Aki Vähä

Basstämmor
- Olli Junkkari
- Lauri Lampi
- Leevi Mänttäri
- Sauli Norja
- Seppo Ranta-aho

Bakgrundssång
- Elmo Syrjäläinen
- Jani Liimatainen

Produktion
- Matias Kupiainen – producent, inspelningstekniker, mixning, redigering
- Jens Johansson – inspelningstekniker (keyboard)
- Elmo Syrjäläinen – inspelningstekniker, mixningsassistent, redigering
- Leevi Kohononen – inspelningstekniker (Värinä Kammarkör)
- Perttu Vänskä – inspelningstekniker (orkester)
- Ermin Hamidović – mastering
- Franscisco "Pancho" Cresp – låtskrivande
- Jani Liimatainen – låttexter, inspelningstekniker
- Gyula Havancsák – albumkonst
- Alexander Mertsch – layout
- Jarmo Katila – foto

## Inspelningsinformation
Inspelningsstudior:
- Finnvox Studios, Helsingfors, Finland
- High and Loud Studios, Finland
- 5 By 5 Studio, Helsingfors
- Sonic Pump Studios, Helsingfors
- Moon Path Alpha, Malmö, Sverige